# 최정훈
최정훈(崔政勳, 1992년 3월 10일 ~ )은 대한민국의 가수로 인디 록밴드 잔나비의 보컬이다.

## 어린 시절 및 교육
최정훈은 1992년 3월 10일 경기도 성남시 분당신도시에서 태어났다. 그의 가족은 부모님과 형이 있다. 최정훈 분당의 학원가인 "돌마로"에서 초등학교, 중학교, 고등학교 시절을 보냈다. 그는 분당초등학교, 서현중학교, 야탑고등학교를 다녔다.
최정훈은 어린 나이부터 음악적 재능과 관심을 보여주었다. 그는 또래들과는 다른 엘튼 존, 산울림, 오지 오스본의 노래를 자주 듣고 불렀고 선생님들로부터 인정을 받았다. 이것은 그가 이러한 종류의 음악을 계속 듣고 노래하도록 동기를 부여했다. 그는 5학년 때부터 에세이를 쓰는 것과 노래를 만드는 것을 좋아했다. 중학교때 '방과후 음악활동'이라는 스쿨밴드를 만들어 활동했고, 작곡과 기타에 관심있던 김도형을 고등학교때 언어(국어)학원에서 만나 '제네시스'라는 스쿨밴드로 활동했다.
그는 또한 학창 시절에 공부를 먼저 열심히 하고 나중에 음악을 만들고 싶은지 생각해보라는 부모님의 의견에 따라 학업에 전념했다. 그는 1학년 때 100위, 3학년 때 전교 8위를 할 정도로 학업에 뛰어났다. 그는 학생회장을 지냈고 후에 경영학 학위를 따기 위해 경희대학교에 입학했지만, 음악에 집중하기 위해 대학을 1년 휴학하기로 결정했다. 그는 FNC 엔터테인먼트의 연습생이 되었지만, 자신의 창의력이 회사에 의해 제한되고 엔플라잉과 다른 음악 스타일을 가지고 있다는 것을 깨닫고 기획사를 떠나기로 결심했다.

## 음반 목록

### 잔나비
- 《MONKEY HOTEL》 (2016년)
- 《전설》 (2019년)
- 《환상의 나라》 (2021년)
- 《Sound of Music pt.1》 (2025년)

## 수상 목록
- 2023년 KBS 연예대상 쇼&버라이어티 부문 남자 우수상